# Diya (Sklavin)
Diya (arabisch ضياء, DMG Ḍiyāʾ, geb. im 8. Jahrhundert, gestorben vor 809) war eine Sklavin und Konkubine des fünften Abbasiden-Kalifen Harun al-Raschid (766–809, reg. 786–809).

## Leben
Über Diyas Leben ist wenig bekannt; sicher ist, dass sie zu Harun al-Raschids Favoritinnen unter seinen Sklavenkonkubinen zählte. Der Kalif und seine Hofdichter verfassten Gedichte über ein Trio, das aus Diya und den beiden anderen Konkubinen Dhat al-Khal und Sihr bestand. Diya starb vor Harun al-Raschid, was diesen schwer bedrückte.
Der Name Diya bedeutet wörtlich Pracht.

## Rezeption in der klassisch-arabischen Literatur
In der klassisch-arabischen Literatur findet Diya unter anderem Erwähnung im Kitab al-Aghani von Abū l-Faradsch al-Isfahānī (897–967), an-Nuwairī (1279–1333), Yāqūt ar-Rūmī (1179–1229) und Ibn al-Chaṭīb (1313–1374).